# Emilio Dondé Preciat
Emilio Dondé Preciat (Campeche, 2 de septiembre de 1849 - Ciudad de México, octubre de 1905) fue un catedrático, arquitecto e ingeniero mexicano.

## Biografía
Ingresó en la Academia de San Carlos en 1865 donde se graduó con honores en 1870. Durante su estancia en la academia también ingresó a la docencia, esto ocurrió a finales de 1868 cuando el arquitecto Ángel Anguiano, solicitó licencia por seis meses para ausentarse y propuso como profesor sustituto de la materia de maestro de obra a Emilio Dondé, quien aún era estudiante. En 1883 ingresó como profesor en la escuela nacional de ingenieros, donde impartió las cátedras de geometría descriptiva y dibujo de máquinas, dibujo de composición; y se desempeñó en la docencia hasta su muerte.

## Obras destacadas
- Templo Expiatorio Nacional de San Felipe de Jesús (1885-1897)
- Palacio Cobián (1903)
- Cúpula y restauración del Santuario de Nuestra Señora de los Ángeles
- Casa en la calle Allende 6 esquina con Donceles, sede del Montepío Luz Saviñon[2]
- Casa de don Luis de Escalante en Tacuba 53 (1891-1896)
- Cubierta y tragaluz de la escalera principal del Palacio de Minería (1877-1879) con Eleuterio Méndez[2]
- Adecuación del Palacio de Iturbide para albergar un hotel[3]
- Café Colón (1889)[4] - Destruido

## Galería
|                                          |
| Templo expiatorio de San Felipe de Jesús |

|                            |
| Casa en Allende y Donceles |

|                                      |
| Casa Escalante en la calle Tacuba 53 |